# غيلبرت شيلتون
غيلبرت شيلتون (بالإنجليزية: Gilbert Shelton)‏ هو فنان قصص مصورة وصحفي أمريكي، ولد في 31 مايو 1940 في هيوستن في الولايات المتحدة.

## وصلات خارجية
- غيلبرت شيلتون على موقع ميوزك برينز (الإنجليزية)
- غيلبرت شيلتون على موقع ديسكوغز (الإنجليزية)